# Wiktor Sizych
Wiktor Iwanowicz Sizych, ros. Виктор Иванович Сизых (ur. 8 kwietnia 1886 r., zm. ?) – rosyjski wojskowy (kapitan), emigrant.
W 1902 r. ukończył piotrowski korpus kadetów w Połtawie, zaś w 1906 r. michajłowską szkołę artyleryjską. W stopniu podporucznika służył w lejbgwardii 3 Brygady Artylerii. W 1909 r. awansował na porucznika. W 1912 r. ukończył imperatorską nikołajewską akademię sztabu generalnego. Przeszedł do lejbgwardii Pułku Wołyńskiego. Objął dowództwo kompanii. W 1913 r. mianowano go sztabskapitanem. Brał udział w I wojnie światowej. Awansował na kapitana. Od stycznia 1915 r. pełnił obowiązki starszego adiutanta sztabu XIX Korpusu Armijnego. Następnie został starszym adiutantem sztabu 63 Dywizji Piechoty. Po kapitulacji twierdzy Nowogieorgijewsk znalazł się w niewoli niemieckiej. W styczniu 1919 r. wstąpił do wojsk Białych gen. Antona I. Denikina. W połowie listopada 1920 r. wraz z pozostałymi wojskowymi został ewakuowany z Krymu do Gallipoli. Na emigracji zamieszkał w Polsce. Według źródeł w 1938 r. mieszkał w Warszawie.